# リベラル・アーツ

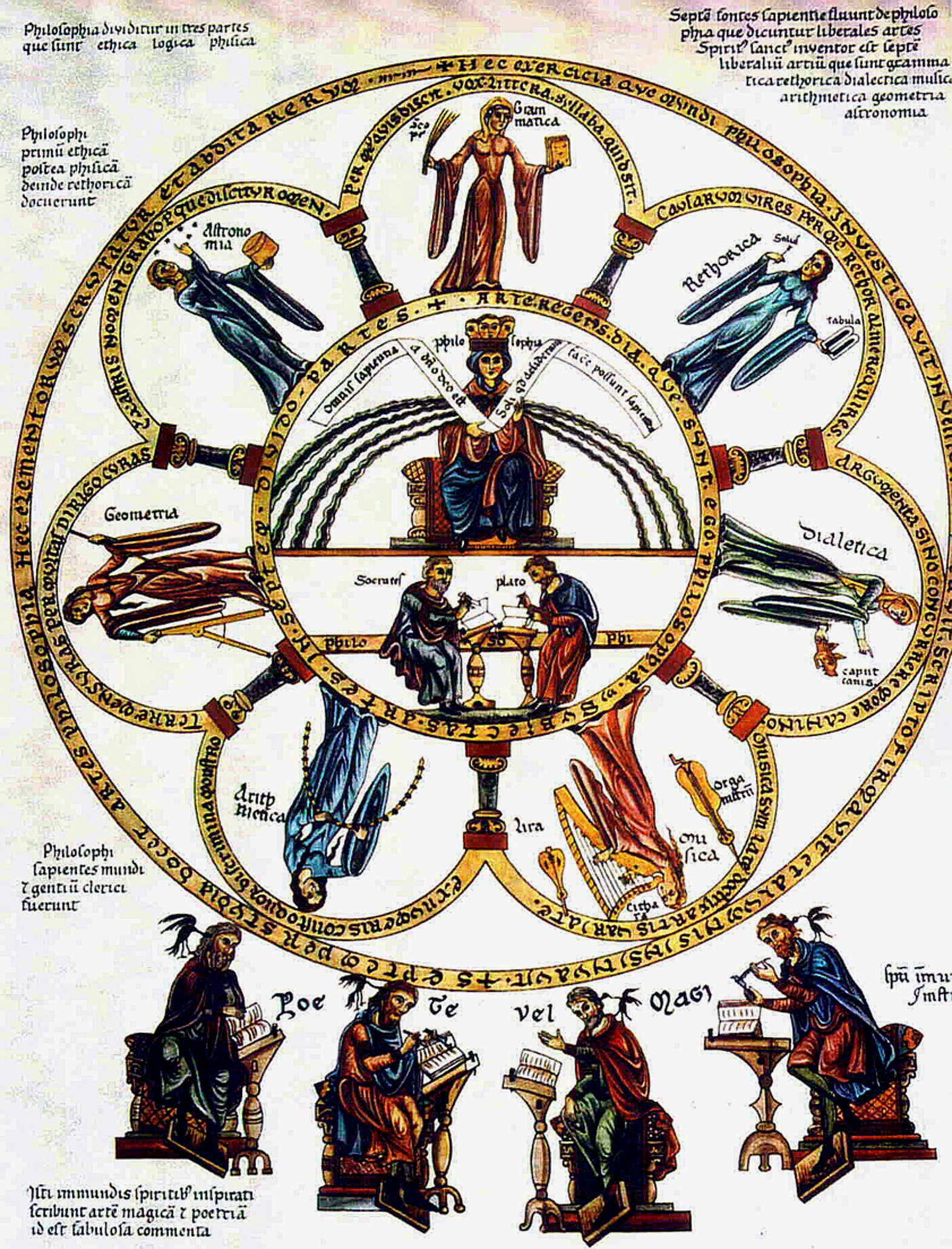
自由七科と哲学

リベラル・アーツ（英語: liberal arts、 ラテン語: artēs līberālēs）は、平凡社『大学事典』によれば「自由な知的探究のためのディシプリンの総称」。（「ディシプリン」は規律・統制・学科などを指す。）　リベラル・アーツは「自由学芸」や「教養諸学」とも呼ばれており、学術論文では「自由人の諸技術」とも表記される。
リベラル・アーツは「実用的な目的から離れた純粋な教養」や「一般教養」とも、または人文学・芸術・自然科学・社会科学などの分野の基礎知識を横断的に学ぶプログラムともされる。その語源や由来は、古代ギリシア・ローマ文化を受け継ぐ中世ヨーロッパが生んだ「セブン・リベラル・アーツ」（＝自由七科）であり、さらに古くはラテン語の「アルス」（＝技術知）および「アルテス・リベラレス」（＝自由学芸）、古代ギリシア語の「テクネー」（＝技術知）および「エンキュクリオス・パイデイア」（＝円環的教養）だとされている。

## 現代のリベラル・アーツ
現代英語としてリベラル・アーツ（liberal arts）は「一般教養科目」や「学芸、文芸」や「人文科学」を指す。『大学事典』によれば近代以降、リベラル・アーツは主に中等教育で扱われるようになり、大学では稀だという。アメリカ合衆国においてリベラル・アーツは、リベラル・アーツ・カレッジや伝統的な私立大学の理念として続いているが、20世紀中頃からはむしろ市民統合のための「ジェネラル・エデュケーション」（一般教育）が試みられている。
前掲書は「自由人のたしなみか，それとも解放のための技芸かという，リベラルアーツがその起源から抱える問題は，現代においてもなお解決されてはいない」と締めくくっている。

### 大学による定義
国際基督教大学はリベラル・アーツについて、米国カレッジ・大学協会（AAC&U）による以下の定義を引用している。 
同協会元理事のレベッカ・チョップいわく、リベラル・アーツでは次の三要素の育成が重視されている。
- クリティカル・シンキング：分析・探求・回答のための論理的意見の形成に必要であり、分野としては人文学・芸術・心理学・数学・科学など幅広い。
- 道徳心・市民性：課外や地域社会での活動、キャンパスにおける他学生や教員との交流による人間性の育成。
- 知識の汎用性：キャンパス内外での経験を統合し、授業で得た知識の汎用性を高め、多面的に諸問題を議論する。

2023年の北コロラド大学とネブラスカ大学によれば、リベラル・アーツという分野が教育しているのは人文学、社会科学および「市場向きの技能」や「仕事に活かせる必須の実用的技能」である。
その他
一方で「StudyInTheUSA」と「ベネッセ海外進学・留学ラボ」によれば、リベラル・アーツとは、特定の職業に直結するような専門知識・スキルよりも「幅広い教養を身につけ、将来さまざまな分野で活躍できるような高い教養を有するバランスの取れた人間の育成」に重点が置かれ、細かな専門分野を定めずに、さまざまな分野で幅広い選択肢を提供する学問領域である。

### リベラル・アーツ・カレッジの学際性
リベラル・アーツ・カレッジの場合、入学時に専攻を決める必要はなく、1年目・2年目は自分の好きな科目を履修し、様々な分野を学び、3年次までに専攻をするが、一度決定した後も、専攻は変更することが出来る。
専攻を決定後も、引き続き、自分の好きな授業を履修できる点や、自分の専攻テーマに対する学際的なアプローチ（ビジネスを専攻した場合、ビジネス理論だけでなく歴史や科学などの視点からの考察も出来るなど）が可能になる点も特徴である。
ダブルメジャー（まったく異なる2つの専攻を学ぶ）や、ダブルディグリー（2つの学位を取得できる）の制度を採用している学校もある 。

## 古代ギリシア・ローマ～現代までの歴史

### 概史
『大学事典』によると古代ギリシアの自由人は、「さまざまなアーツ（学芸）を学んでパイデイア（教養）を身につけようとした」。それらアーツは「エンキュクリオス・パイデイア」（円環をなす教養）と呼ばれ、古代ローマではキケロやウァロによって「アルテス・リベラレス」（リベラル・アーツ＝自由人に相応しい諸学芸）と呼ばれ、リベラル・アーツは西欧近代における人文学的教養の基盤となった。
なお、ギリシア語の「テクネー」（technē）はラテン語の「アルス」（ars）に相当する（アルスは「アルテス」の単数形）。プラトン哲学やアリストテレス哲学では、技術（テクネー）は次のようにも言われている。
- 《本質についての理論的知識（ロゴス）を持つ働き》[17]
- 《知識　エピステーメー》と同義[18][19]
- 《真の理知（ロゴス）を伴う制作能力》[17]
- 《学問的かつ経験的で普遍的かつ個別的な真理認識の能力》[17]

アリストテレスは『ニコマコス倫理学』で、こう述べている。
デルフト工科大学の技術哲学者かつ元建築家であるジョン・R・デイカーズは、アーツ、リベラル・アーツ、テクノロジーなどの歴史的経緯を次のようにまとめている。
| 時代区分             | 用語や概念 | 伝統的な哲学の言説                                                                  |
| -------------------- | --- | ----------------------------------------------------------------------------------- |
| 古代ギリシア         | - テクネー（技術知） | テクネーに関する言説                                                                |
| 古代ローマ           | - アルス（技術知）／テクネー | アルス／テクネーに関する言説                                                        |
| 古代ローマ           | アルテス・リベラレス（自由学芸） アルテス・メカニケー（機械学芸） | アルス／テクネーに関する言説                                                        |
| 中世～近世ヨーロッパ | - アート（学芸／技術／芸術）／アルス／テクネー | アート／アルス／テクネーに関する言説                                                |
| 中世～近世ヨーロッパ | - アルテス・リベラレス／リベラル・アーツ（自由学芸） アルテス・メカニケー／メカニカル・アーツ（機械学芸） アーティフィシャル（人工的） アートフル（アーツ(リベラル・アーツ)に精通した／熟練した／芸術的な） | アート／アルス／テクネーに関する言説                                                |
| 近代（19世紀）以降   | - リベラル・アーツ（自由学芸） - テクノロジー（技術学／科学技術） - アーティフィシャル（人工的） - アート（純粋芸術／ファインアート） - アートフル（巧妙な／悪賢い／狡猾な／技巧的な）                      | 縮小・終了 （専門化・分業化による近代的な自然科学、社会科学、人文科学の誕生と拡大） |

### 歴史
半田智久によれば、リベラル・アーツはしばしば、職業的な学びや教育とは異なる「実用性から自由になった学芸」と解釈されており、それとの比較で「技術知」（テクネー）は奴隷的技能ともされる。しかしリベラル・アーツの誕生経緯を見れば、もとは様々な実学が「自由」な方法でリベラル・アーツに含まれていた様子がある、と半田は言う。
ソクラテスやプラトンも、靴作りの技術を数論・弁論と並べて語る等の「自由性」を見せていた。奴隷的技能（技術知）に関しては、古代ローマの特徴として奴隷身分は解放される道筋があり、解放奴隷は哲学者や偉大な軍人や政治家となって後世に名を残したという「自由度」があった。すなわち「ラテン的な実学を、知を愛し求める一線に連ねてしまう自由こそがもともとのリベラルアーツ」だったと半田は言う。
半田によると、「リベラル・アーツ」の語源は古代ローマ時代のラテン語で、端的にはアルテス・リベラレス（artes liberales）である。リベラル・アーツという語句について──厳密にはその語源に相当する「自由人にふさわしい諸学芸」（artes, quae sunt libero dignae）や「自由学問」（doctrina liberalis）について──最初に論じた古代ローマの学者としては、キケロ、ウァロ、ウィトルウィウスなどが居た。彼らは同時代人であり、特に「ローマ最大の学者」と言われるウァロは医術や建築をもリベラル・アーツに含めていた。建築家ウィトルウィウスは、建築家になるために子供の頃から学ぶ必要のある学科目として、次を挙げている。
- 文法[32]
- 絵画[32]
- 幾何[32]
- 算術[32]
- 歴史[32]
- 哲学（アルキメデスの導水のように、自然学を含む哲学[32]）
- 音楽（優れた劇場建築[33]。投石機の弦に応用されている弦楽器の弦の張り方など[33]）
- 医術（健康な空気・土地・水の利用[28]）
- 法律（建築発注者との契約[28]）
- 天文学（星々の運行と季節変化による、建築に必要な方位についての理解[28]。時計（日時計）の建造[28]）

つまり古代ローマに生まれたリベラル・アーツは、工芸や美術をも含む広範な芸術と実学を併せ持つ「総合的な知の錬成」、「総合学術」であり、これがローマ帝国の象徴的な巨大建築を実現させた。このようなリベラル・アーツは、ローマの繁栄と共にあった「自由さ」を、そしてその基礎であるパクス・コンソルティス（Pax Consortis　多国間協調による平和）を体現している、と半田は述べている。
トーマス・アクィナス大学の哲学博士Michael Augrosは、学術教育団体「アーツ・オブ・リバティー　Arts of Liberty」で、《技芸・生産・理数系学問を兼ね備えたリベラル・アーツ》という概念について述べている。
| 幾何学と計算〔算術〕を「リベラル・アーツ」と呼ぶことは何を意味しているのか？ 古代人たちの語彙では、「アート」（ラテン語でアルス、ギリシア語でテクネー）は科学と同様に、注意深く推論された知識を意味した。 しかしそれに加えて、「アート」は何かを産み出すための知識を意味した。「生産品〔成果〕」が無ければ「アート」も無い。 つまり、ある種の知識は「科学」ではあるが「アート」ではない、ということがあり得る。 例えばアリストテレスは、神についての研究〔the study of god〕を「科学」と考えた。「科学」は、明白な原則を元に厳密に推論された知識の体系であったが、「アート」ではなかった。何故なら「科学」は神々〔gods〕を作る方法も、神〔god〕に関して何かする方法もわれわれに教えなかったからである。 … 一方、幾何学は「アート」かつ「科学」であるのだ、これらの用語の古代的意味ではそうなる。 幾何学が「科学」である理由は、幾何学が明白かつ必然的な真理から出発して、その論理的結果を推論するからだ。それでいて、幾何学は「アート」でもある。何故なら幾何学は、特定の事物や構造をどうやって作るかを教えてくれるからだ。 われわれは、事物や構造を頭の中で形作る。それらを紙やコンピュータプログラムによって描き出すことは（一般的に便利だが）、必須ではない。にも関わらず、事物や構造はある種の精神的な「生産品」だ。 … つまり幾何学はアートであり、かつ最も厳密な（そして古代的な）用語の意味での「科学」でもある。 |

### 学術論文での解説
「リベラル・アーツ」の由来は複雑であり、簡潔に説明するのは専門家でも困難とされる。
英語の「リベラル・アーツ」（liberal arts）の語源は、ラテン語の「アルテス・リベラレス」（artes liberales）である。この「アルテス・リベラレス」は、古代ギリシャ語の「エンキュクリオス・パイデイア」（ἐγκύκλιος παιδεία）に対応する。また「アルテス」（単数形: アルス、 ars）は、ギリシャ語の「テクネー」（τέχνη）にも対応する。
山田耕太によれば、教育史において古代ギリシアが「計り知れない」ほど多大な影響を及ぼした。古代ギリシアでは「パイデイア」は「教育」・「教養」・「文化」などを意味しており、主に
- 「パイデイア」：言葉を使う人徳的な職業の自由人のための人格教育
- 「テクネー」（技術）：手を使う機械的な職業の職人や奴隷のための実際的教育

という違いがあった。一方で菱刈晃夫によれば、「テクネー」の中でも修辞学（弁論術）などは自由人のものだった。
そのような背景のもと、「エンキュクリオス・パイデイア」という語は、プラトンが『国家』第7巻で説いたような、基礎諸学科を指す語として使われた。すなわちプラトンは、ギュムナシオン（古代ギリシャにおける体育）やムーシケー（文芸や詩歌、古代ギリシャにおける音楽）に加えて、哲学的問答を学ぶための準備として、17、18歳までの少年時代に、算術や幾何学、天文学を学ぶ必要があると説いた。プラトンによれば、これは職人のための学芸とは区別される、彼の哲人国家論における統治者のための学芸だった。プラトンの学園アカデメイアでも、同様の基礎諸学科すなわち「エンキュクリオス・パイデイア」が学ばれた。ただし、「エンキュクリオス・パイデイア」の語はヘレニズム哲学の諸派においても使われ、含まれる学科もまちまちだった。
古代ローマにおいては、キケロ『発想論』や『弁論家について』、セネカ『倫理書簡集』第88書簡、ウァッロの佚書、アウグスティヌス『秩序論』など、様々な文献で、「アルテス・リベラレス」や類似表現が使われた。しかしながら、古代ローマにおいても含まれる学科はまちまちだった。例えばキケロ『弁論家について』第3巻127節では、エリスのヒッピアスの言葉を引く形で、「自由人にふさわしい高尚な学芸」（liberales doctrinae atque ingenuae）として、幾何学・音楽・文学・詩人の薀蓄・自然学・倫理学・政治学を挙げている。またキケロはプラトンと異なり、哲学よりも修辞学を上位のものとしていた。
5世紀から6世紀（古代ローマ末期・中世初期）になると、マルティアヌス・カペッラ、カッシオドルス、ボエティウスら複数の人物が、キリスト教の理念に基づき教育内容を整えるために、従来のギリシア・ローマの学問を、後の「自由七科」（セプテム・アルテス・リベラレス、septem artes liberales、七自由学芸）に含まれる七科として決定付けた。カペッラは『フィロロギアとメルクリウスの結婚』で、文法学・修辞学・論理学・算術・幾何学・天文学・音楽の七学科を擬人化した。カペッラは上記のウァッロの影響を受けていた（ただしウァッロは七科ではなく九科としていた）。カッシオドルスは『綱要』第2巻で、「アルテス・リベラレス」の語源を説明した上で、カペッラを意識しつつ同じ七科をあてた。ボエティウスは『三位一体論』などで、カッシオドルスと同様の学芸分類を行った。
8世紀から9世紀（カロリング朝ルネサンス期）になると、カール大帝の学芸振興政策により、自由七科が教育の根幹に位置づけられ、アルクイン『アルス・グラマティカ（文法学）』などで自由七科が論じられた。10世紀には、教皇シルウェステル2世がボエティウスの影響のもと自由七科を扱った。12世紀ルネサンス期には、シャルトル学派のテオドリクス（シャルトルのティエリ）が『ヘプタテウコン（七自由学芸の書）』を著した。
13世紀に大学（ストゥディウム・ゲネラーレ）が学芸の中心地になると、神学部・法学部・医学部に進む前の学芸学部（哲学部や教養学部とも）で自由七科が教えられた。1215年には、教皇特使ロベール・ド・クールソンによって、自由七科の最初の体系的カリキュラムが示された。
また中世初期から、「アルテス・リベラレス」と対になる「アルテス・メカニカエ」（artes mechanicae）も理論化された。12世紀サン・ヴィクトルのフーゴーは『ディダスカリコン（学習論）』で、織物制作・武具製造・商業・農業・食料生産・医術・演劇の七技芸を「アルテス・メカニカエ」とした。
19世紀以降は、英国のジェントルマン教育や米国のリベラル・アーツ・カレッジに、自由七科の理念が引き継がれた。

### 自由七科

#### トリウィウム (三科）
「文法学」「修辞学」「論理学」は「トリウィウム（trivium、三科、三学）」と総称される。5世紀のマルティアヌス・カペッラ『フィロロギアとメルクリウスの結婚』には、この三科の括りが暗示されているが、トリウィウムの語が使われるようになったのは、カロリング朝ルネサンス期（8世紀–9世紀）のアルクインからであり、次節の「クワドリウィウム」に倣って造語された。

#### クワドリウィウム (四科）
「算術」「幾何学」「天文学」「音楽学」の数学的四学科を括ること自体は、プラトン『プロタゴラス』に伝えられるエリスのヒッピアスや、6-7世紀のイシドールスによって行われているが、四学科を「クワドリウィウム」（quadrivium、 四つの道）と呼ぶことは、6世紀のボエティウスに始まる。

## 日本におけるリベラル・アーツ
数学者であり複数の大学で学長を務めた大口邦雄は著書『リベラル・アーツとは何か——その歴史的系譜』で、東京大学教養学部と国際基督教大学 (ICU) 教養学部を日本におけるリベラル・アーツ教育機関の代表としてあげている。
前者の東京大学は、第二次世界大戦前の旧制高等学校の伝統を受け継ぐものである。旧制高等学校は戦後になって4年制大学に改組されると、多くの大学において教養部（一般教育課程・教養課程）がリベラル・アーツ教育の役目を担ってきた。しかし東京大学においては、教養部ではなく教養学部を独立した学部として設置した点で特徴的である。
後者のICUは米国のリベラル・アーツ・カレッジを範として戦後作られたものであり、人文科学・社会科学・自然科学の3領域を網羅し、専攻を自分で選ぶ教育を少人数で行う点、そして米国リベラル教育学会の認定を受けるなど世界基準の教育を行う点で、旧来の日本の大学とは一線を画すものとなった。リベラル・アーツ教育と国際性の2つを特徴とするICUの教育システムは、その後多くの大学にも引き継がれるようになる。
また旧制高等学校からの歴史を持つ大学群に関して事例を挙げると、浦和高等学校 (旧制)を継ぐ埼玉大学は当初設置の文理学部を1965年に教養学部へと改組した。このほかの旧制高等学校からの歴史を持つ大学はその教養部を学際系学部に改組してきている。京都大学総合人間学部（第三高等学校）、名古屋大学情報学部（第八高等学校）、広島大学総合科学部（広島高等学校）などをはじめ、学際系学部として独立している。
加えて、師範学校を前身とする国立の教育大学はGHQの指示で米国のリベラル・アーツ・カレッジを範として戦後に設立された大学である。これらの大学は、人文科学、社会科学、自然科学および芸術の専攻からなる少人数教育を行なっており、1970年前後に国の方針で教育大学教育学部に改組する以前はリベラル・アーツの訳語である自由学芸から引いた学芸大学学芸学部という名称であった。なお東京学芸大学は教養系を、大阪教育大学は教養学科を設置し、現代的なリベラル・アーツ教育を行なっている。同様に、リベラル・アーツ・カレッジに範をとった津田塾大学は現在も学芸学部という名称を使用している。
21世紀に入ってからは社会科学・人文科学専攻とその周辺の学際領域専攻やビジネス専攻に限定した国際教養学部等の設置が目立ち、その事例として早稲田大学での学部設置や、公立大学法人の国際教養大学の設立が挙げられる。本来は人文科学・社会科学・自然科学の3領域の基礎分野すべてを網羅するのが現代のリベラル・アーツの基本であるが、日本においては戦前の旧制高等学校の「文科と理科」及び戦後の高等学校の「文系と理系」の分類が先行し、「リベラル・アーツ」を掲げつつもいわゆる文系分野が主たる領域となって3領域すべてをカバーしない（例えば、ビジネス専攻と社会科学系・国際系の学際領域専攻のみに限定され、芸術学や宗教学や数学や物理学などの専攻ができず、また教育職員免許状は英語しか取得できない）など、専攻可能な分野に偏りがある場合もある。特に自然科学については専攻として一切設けられていないことが多い。
上記のように、旧来の一般教育・教養課程を改組することでリベラル・アーツ教育（もしくはリベラルアーツと直接の関わりを必ずしも明示しない学際教育）を担う学部・プログラムを設置する大学が少なくない。その豊かな教員構成を活用して、これらから敷衍されうる分野も扱われるようになった。この他、全学での単位互換を行うといった制度への取り組みも挙げられる。
なお一部で「教養学」という言葉を、学術の体系化されたいち分野として用いることがあるが、「教養学」という名称を「学術の一分野」として用いた学術団体は2012年時点で存在していない。例として2011年に設立された学術団体であるJAILA（日本国際教養学会）を挙げると、同会は会則で「学際的立場」を基礎としており、「学際的な学会」として研究活動を「哲学、歴史、社会科学、自然科学、芸術、教育、外国語、環境など」の多方面に広げている点を示しているのみである。

### リベラルアーツ教育を行う大学

#### 教養学部にてリベラル・アーツ教育を行う大学
- 東京大学（駒場キャンパス）
- 国際基督教大学（ICU）
- 埼玉大学（文理学部からの改組）
- 東海大学
- 東北学院大学
- 放送大学（放送大学学園法に基づく特別な学校法人）
- 都留文科大学（文学部初等教育学科及び社会学科からの改組）

#### 国際系学部等でリベラル・アーツ教育を行う大学
- 早稲田大学国際教養学部
- 国際教養大学国際教養学部（AIU）
- 上智大学国際教養学部（比較文化学部を改組）
- 千葉大学国際教養学部（2016年4月開設）
- 法政大学グローバル教養学部
- 獨協大学国際教養学部（また他学部でも「全学共通カリキュラム」として相当する教育が行われている）
- 創価大学国際教養学部
- 南山大学国際教養学部
- 中京大学国際教養学部
- 桃山学院大学国際教養学部
- 帝塚山学院大学リベラルアーツ学部
- 広島女学院大学国際教養学部
- 宮崎国際大学国際教養学部（2005年の学部改組に伴い比較文化学部より変組）
- 玉川大学リベラルアーツ学部
- 桜美林大学リベラル・アーツ学群
- 神田外語大学グローバル・リベラルアーツ学部[65]（GLA)
- 関西外国語大学英語キャリア学部、外国語学部、英語国際学部
- 武蔵大学国際教養学部

#### 教育学部にてリベラル・アーツ教育を行う大学
- 東京学芸大学教育学部教養系
- 大阪教育大学教育学部教育協働学科（旧教養学科）

#### 理工系学部にてリベラル・アーツ教育を行う大学
- 東京科学大学リベラルアーツ研究教育院
- 大阪工業大学工学部リベラルアーツ教養課程

#### リベラル・アーツ教育を主体とする女子大学
- お茶の水女子大学
- 奈良女子大学
- 福岡女子大学
- 宮城学院女子大学
- 津田塾大学
- 東京女子大学
- 日本女子大学
- 学習院女子大学
- 聖心女子大学
- 相模女子大学
- 東洋英和女学院大学
- 大阪樟蔭女子大学
- 同志社女子大学（英語表記はDoshisha Women's College of Liberal Arts）
- 神戸女学院大学
- 福岡女学院大学

#### 学際教育を行う学部を持つ大学
- 群馬大学社会情報学部
- 名古屋大学情報学部（旧教養部）
- 京都大学総合人間学部（旧教養部）
- 神戸大学国際人間科学部（2017年に国際文化学部（旧教養部）と発達科学部（旧教育学部）を再編統合）
- 鳥取大学地域学部（旧教育学部）
- 岡山大学グローバル・ディスカバリー・プログラム
- 広島大学総合科学部（旧教養部）
- 徳島大学総合科学部（旧教育学部）
- 高知大学土佐さきがけプログラム
- 九州大学共創学部（旧21世紀プログラムを発展的に改組）
- 横浜市立大学国際教養学部
- 宮崎公立大学人文学部
- 慶應義塾大学総合政策学部・環境情報学部（SFC）
- 成城大学文芸学部
- 日本大学文理学部
- 多摩大学グローバルスタディーズ学部
- 札幌大学地域共創学群
- 敬和学園大学人文学部
- 名古屋文理大学情報メディア学部情報メディア学科
- 名古屋芸術大学芸術学部芸術学科芸術教養領域リベラルアーツ・コース

#### 全学部横断型のリベラルアーツ教育プログラムを持つ大学
東京経済・岡山・高知・九州の4大学のプログラムは独立した学部ではなく、全学部が協力して教育を行う特別なコースとなっている。学生には個別の学部ではなく、プログラム独自の学生証が発行される。

#### リベラルアーツ教育を行う各種学校
- 自由学園最高学部（学校教育法上の大学ではなく、制度上は各種学校となる）

### その他
- LIBERARY：リベラリー。KDDI株式会社が提供するリベラルアーツを動画で視聴ができるサービス。幅広い学問に渡って、コンテンツが展開されている。

- 東京都八王子市にある大学セミナー・ハウスのシンボルマークは白地に緑の切り株であるが、それについている7枚の葉は自由七科を表している。